# سپرو
سپرو، روستایی از توابع بخش مرکزی شهرستان نائین، دهستان بافران در استان اصفهان ایران است. 

## جمعیت
این روستا در دهستان بافران قرار دارد و براساس سرشماری مرکز آمار ایران در سال ۱۳۸۵، جمعیت آن ۸۴ نفر (۳۸خانوار) بوده‌است.

## مرغداری ها
در جاده 29 کیلومتری این روستا 35 مرغداری وجود دارد که بانی اکثر آن‌ها بانک کشاورزی نائین بوده است